# Herosek
Herosek (Scutisorex) – rodzaj ssaków z podrodziny zębiełków (Crocidurinae) w obrębie rodziny ryjówkowatych (Soricidae).

## Zasięg występowania
Rodzaj obejmuje gatunki występujące w środkowej Afryce.

## Morfologia
Długość ciała (bez ogona) 126–153 mm, długość ogona 76–105 mm, długość ucha 9–16 mm, długość tylnej stopy 22–27 mm; masa ciała 42–92 g.

## Systematyka
Rodzaj zdefiniował w 1913 roku angielski zoolog Oldfield Thomas na łamach The Annals and Magazine of Natural History. Na gatunek typowy Thomas wyznaczył (oznaczenie monotypowe) heroska zbrojnego (S. somereni).

### Etymologia
Scutisorex: łac. scutum ‘podłużna tarcza’; sorex, soricics „ryjówka”, od ὑραξ hurax, ὑρακος ‘ryjówka’.

### Podział systematyczny
Do rodzaju należą następujące gatunki:
- Scutisorex somereni (O. Thomas, 1910) – herosek zbrojny
- Scutisorex thori Stanley, Malekani & Gambalemoke, 2013